# Бернина (гора)
Берни́на или Пи́ц Берни́на (романш. Piz Bernina) — гора в Ретийских Альпах (Восточных Альпах), недалеко от Санкт-Морица, кантон Граубюнден, Швейцария.
Её высота — 4048,6 метра над уровнем моря, Бернина является самой высокой вершиной Восточных Альп и горной группы Бернина, а также кантона Граубюнден. Это самая восточная гора высотой более 4000 метров в Альпах и одна из пяти наиболее известных вершин.
Имя горе было дано в 1850 году Йоханом Коацем (нем. Johann Coaz) по имени перевала Бернина.

## География

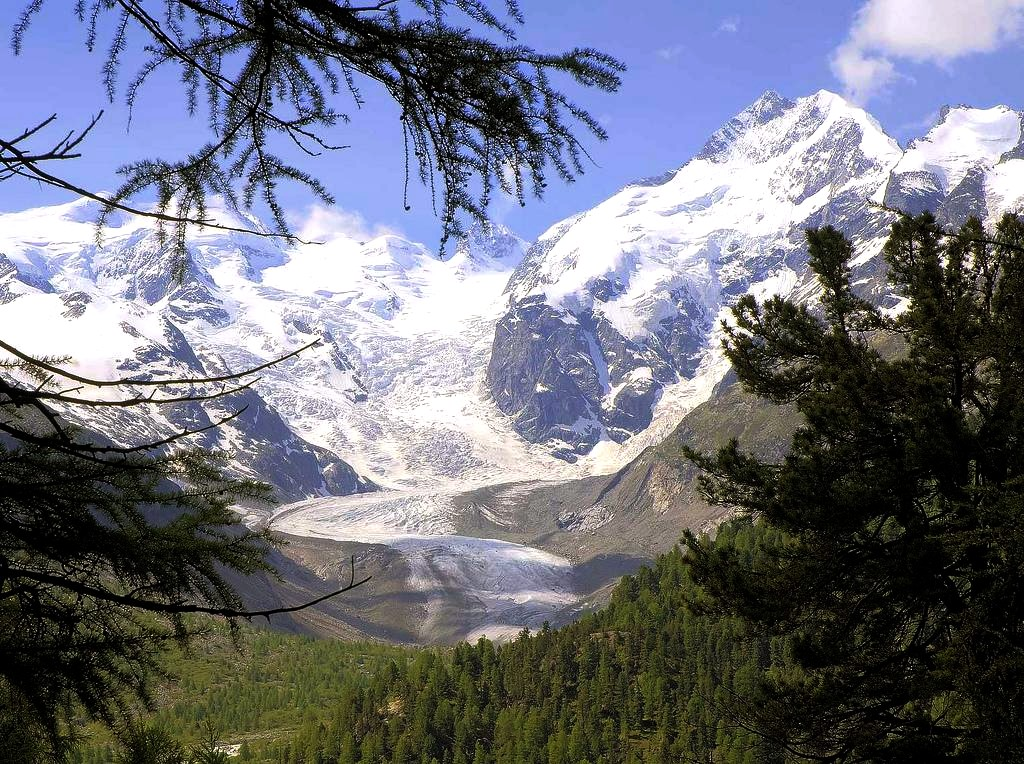
Пиц Бернина и ледник Мортерач

Пиц Бернина — одна из изолированных вершин-четырёхтысячников в Альпах. Это высшая точка группы вершин, немного не достигающих по высоте 4 000 метров над уровнем моря и являющихся частью главного водораздела между Швейцарией и Италией (таких как Пиц Скерскен, Пиц Цупо и Пиц Палю). Единственная вершина выше 4000 м — Ла Спедла («Плечо») — находится южнее горы Пиц Бернина, и также является высшей точкой на итальянской стороне массива.
Сама вершина Пиц Бернина расположена в перпендикулярно отходящем от основного хребта отроге (ориентированном «север-юг»), начинающегося от Ла Спедла на границе с Италией, включающего также Пиц Мортерач, Пиц Боваль, и заканчивающегося вершиной Пиц Калькань.
Пиц Бернина разделяет две ледниковые долины — ледника Чиерва на западе и ледника Мортерач на востоке. Сток вод с обеих этих сторон горы осуществляется в бассейн реки Инн. С юга Пиц Бернина разделяет бассейны рек Дунай (Чёрное море) и По (Адриатическое море). Вершина Пиц Бернина является высшей точкой бассейна реки Дунай.

## Геология
Пиц Бернина сложен из диоритов и габбро. Горный массив Бернина также сложен из гранитов (Пиц Корвач, Пиц Палю).

## Альпинизм

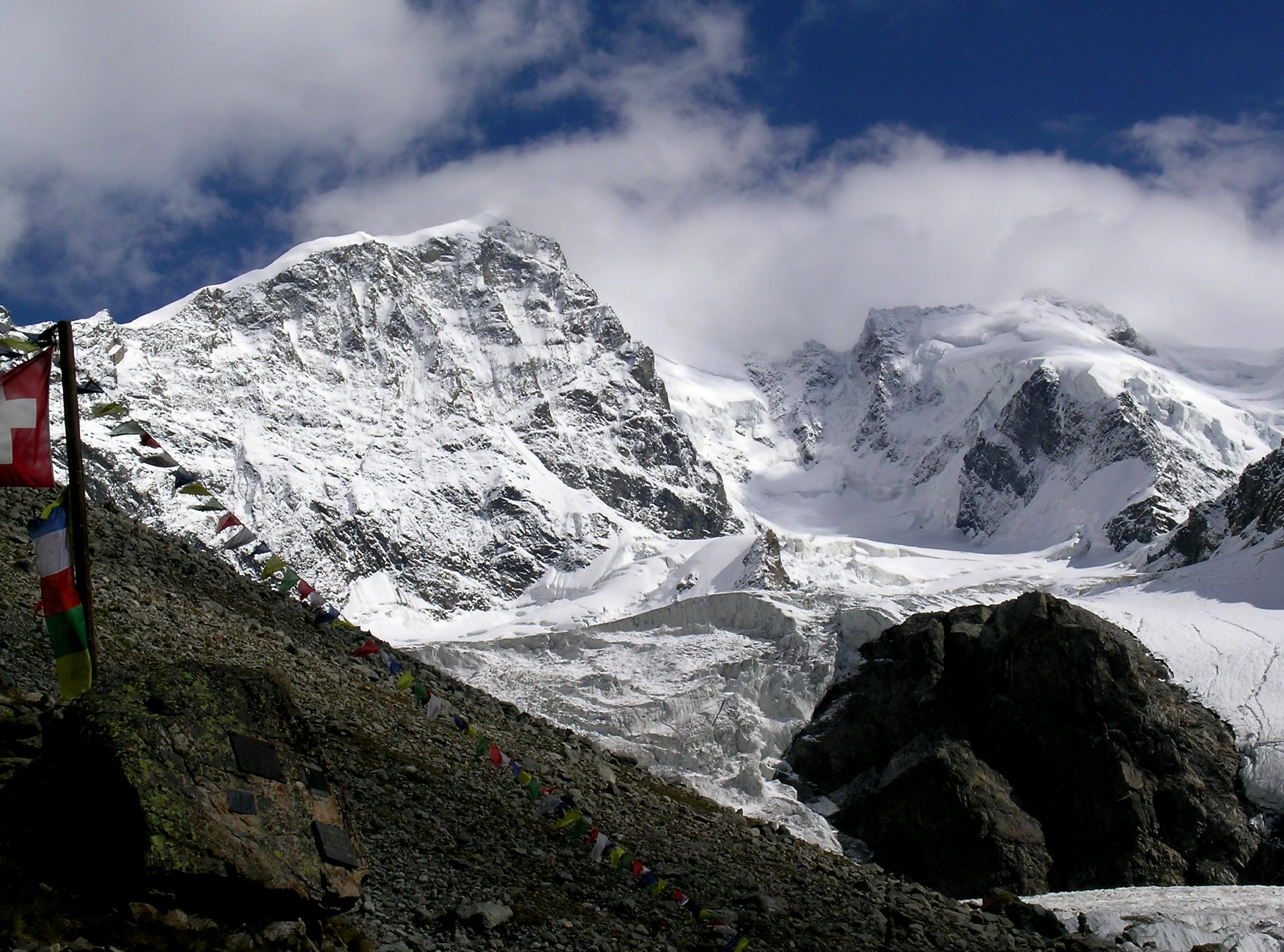
Пиц Бернина с запада

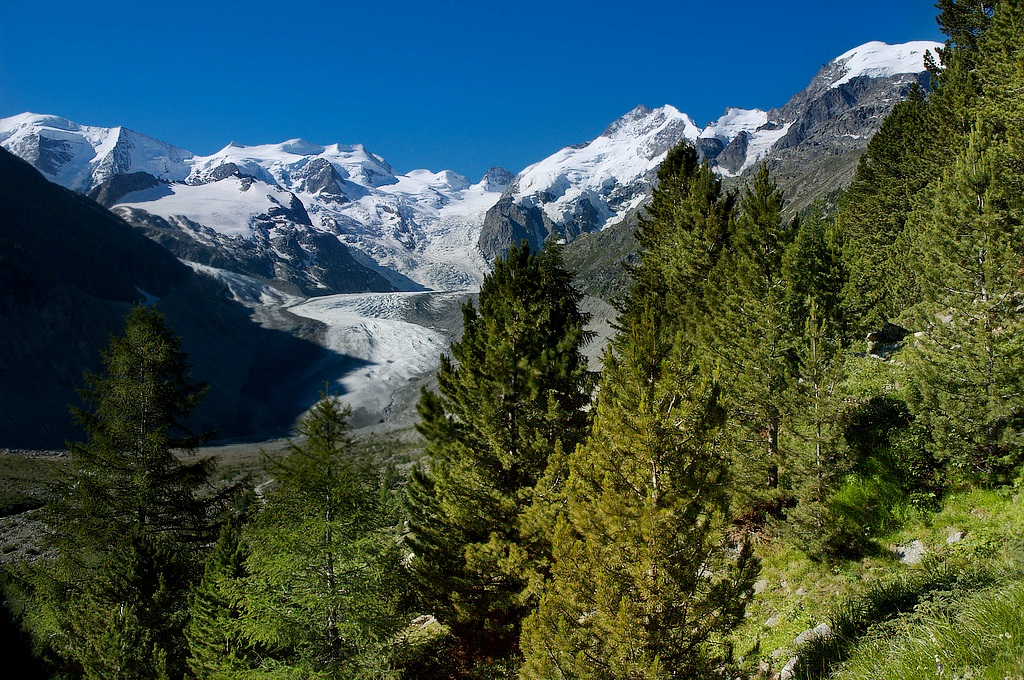
Вид из соснового и лиственничного леса на ледник Мортерач

Первовосхождение на Пиц Бернина было совершено 13 сентября 1850 года двадцативосьмилетним топографом из Кура Йоханом Коацем с помощниками — братьями Йоном и Лоренцем Чамерами по восточному гребню.
13 сентября 1850 года, около 6 часов утра, они вышли из хижины Бернина (2 050 метров над уровнем моря), взяв с собой измерительные инструменты. Они траверсировали «Лабиринт» (зону трещин на леднике Мортерач) и направились к перевалу Фуоркла Краст Агюцца (Fuorcla Crast’Agüzza), седловине между вершинами Краст' Агюцца и пиком Бернина. Они достигли вершины около 6 часов вечера.
В 1866 году Фрэнсис Фокс Таккет и Ф. А. Браун с проводниками Кристианом Альмером и Ф. Андерметтеном совершили восхождение по южному гребню, идущему от вершины Ла Спедла. Они начали подъём в полночь от хижины Альпе Фоппа (Alpe Foppa) на итальянской стороне, достигли вершины в 11 часов утра, и спустились в Понтерзину всего несколькими часами позже.
Первая попытка восхождения по северному гребню Бьянкограт (Biancograt) была сделана 12 августа 1876 года Х. Кордье и Т. Мидлмо проводниками Й. Яуном и К. Маурером. Они успешно достигли вершины гребня, Пиц Альв, но когда они увидели пропасть, лежащую между ними и вершиной Пиц Бернина, они решили, что их опыта недостаточно для прохождения такого сложного маршрута. Они вернулись назад по гребню Бьянкограт. Кордье в дальнейшем заявлял, что пропасть была «абсолютно непроходимой».
Ровно двумя годами позже Пауль Гюссфельдт (нем. Paul Güssfeldt) с проводниками Х. Грассом и Й. Гроссом, взошли на вершину по Бьянкограт и выполнили первое полное прохождение этого маршрута. Первое зимнее восхождение было совершено 15 марта 1929 года К. Колмусом с проводниками К. Грассом и У. Грассом. Чтобы выиграть пари на сумму 200 CHF, Герман Буль поднялся на вершину Пиц Бернина от хижины Боваль за 6 часов; затем он спустился по северному гребню всего за 15 минут, установив рекорд.

## Погибшие на пике Бернина
- 1970: Ролло Дэвидсон (Rollo Davidson)

## Туризм

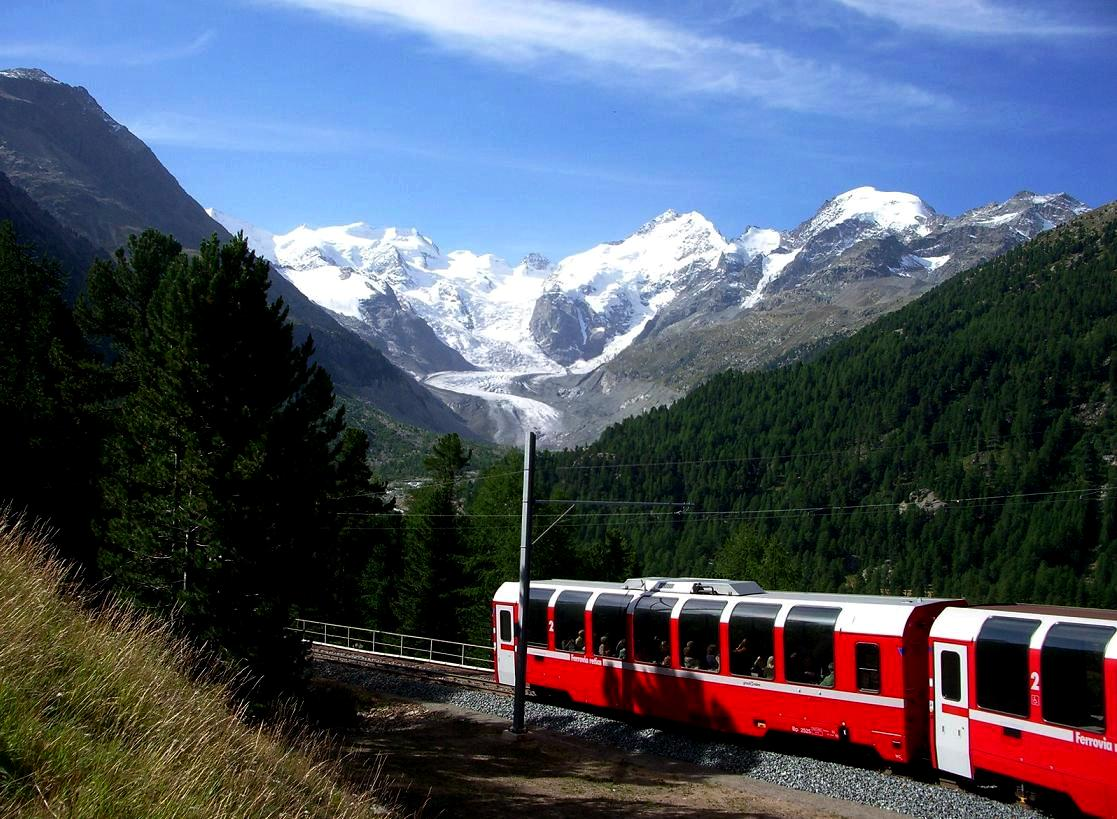
Пиц Бернина и Бернина Экспресс

Пиц Бернина является высочайшей горой Энгадина и расположен недалеко от курортов Санкт-Мориц и Понтрезина. С помощью канатных дорог на Дьяволецце, пиках Корвач и Наир, гору можно наблюдать с различных сторон. Поезд «Бернина экспресс» («Bernina Express») Ретийской железной дороги соединяет Санкт-Мориц с южной долиной Вальпоскьяво через перевал Бернина.

## Панорама

Панорама с Дьяволеццы. Слева направо: Пиц Палю, Беллависта, Краст' Агюцца (маленькая скальная вершина в центре), Пиц Бернина и Пиц Мортерач